# Wilhelmina Carolina Blomberg
Wilhelmina Carolina Blomberg (Haarlem, 21 september 1908 - Amersfoort, 4 januari 1997), Mien Blomberg voor intimi, werd bekend als woningopzichteres en directrice van de Vereeniging Amsterdamsch Bouwfonds en de Bouwonderneming Jordaan NV. Zij trad in de voetsporen van Johanna ter Meulen, Helena Mercier en Louise Went, drie pioniers op het gebied van de volkshuisvesting en het maatschappelijk werk in Amsterdam, dat ook landelijke navolging kreeg.

## Maatschappelijk werk
Mien Blomberg groeide op in Haarlem in een onderwijzersgezin. Haar vader was een sociaal bewogen man. Ze volgde de School voor Maatschappelijk Werk en behaalde de diploma’s ‘Arbeidszaken’ en ‘Maatschappelijk Hulpbetoon’.

## Leerling van Louise Went
In 1935 kwam zij in dienst van de N.V. Bouwonderneming Jordaan als assistente van de eerste en vooralsnog enige opzichteres van deze filantropisch ingestelde onderneming, Louise Went. Van haar leerde zij het vak. Een woningopzichteres haalde niet alleen de huur op en controleerde het onderhoud aan de woning, maar moest ook aan arbeiders en hun gezinnen leren hoe zij zich als nette huurders dienden te gedragen. Behalve deze ietwat bevoogdende taak, ging het in het beroep van woningopzichteres ook om maatschappelijk werk. Blomberg was van mening dat de woningopzichteres een luisterend oor moest bieden aan de arbeidersvrouwen, wier emancipatie nog niet zover was voortgeschreden als die van intellectuele vrouwen. Vrouwen uit de arbeidersklasse hadden het niet altijd even gemakkelijk.

## Directrice
Het beroep van woningopzichteres verdween na de oorlog. In 1945 trad Blomberg toe tot de directie van het Amsterdamsch Bouwfonds en van de Bouwonderneming Jordaan. Na het overlijden van Louise Went in 1951 was zij enig directielid. Zij zette zich vooral in voor woningbouw voor alleenstaande vrouwen, die weinig mogelijkheden hadden om goede huisvesting te vinden. Velen woonden hun leven lang bij een hospita.

## Louise Wenthuis
Blomberg woonde zelf na de oorlog in 'Het Nieuwe Huis' op het Amsterdamse Roelof Hartplein. Het had als bijnaam ‘de laatste kans’, omdat het een gemengd huis voor alleenstaanden was. ‘Haar’ Amsterdams Bouwfonds realiseerde in 1963 het Louise Wenthuis voor alleenstaande vrouwen.

## Verkoop en fusie
Blomberg zat in de directie van de N.V. Bouwonderneming Jordaan, totdat deze ondernemingmaatschappij in 1971 alle aandelen verkocht aan vastgoedbeleggingsmaatschappij Libra International. Ze bleef directielid van de Vereniging Amsterdams Bouwfonds tot de fusie met de Algemene Woningbouwvereniging in 1975.

## Publicaties

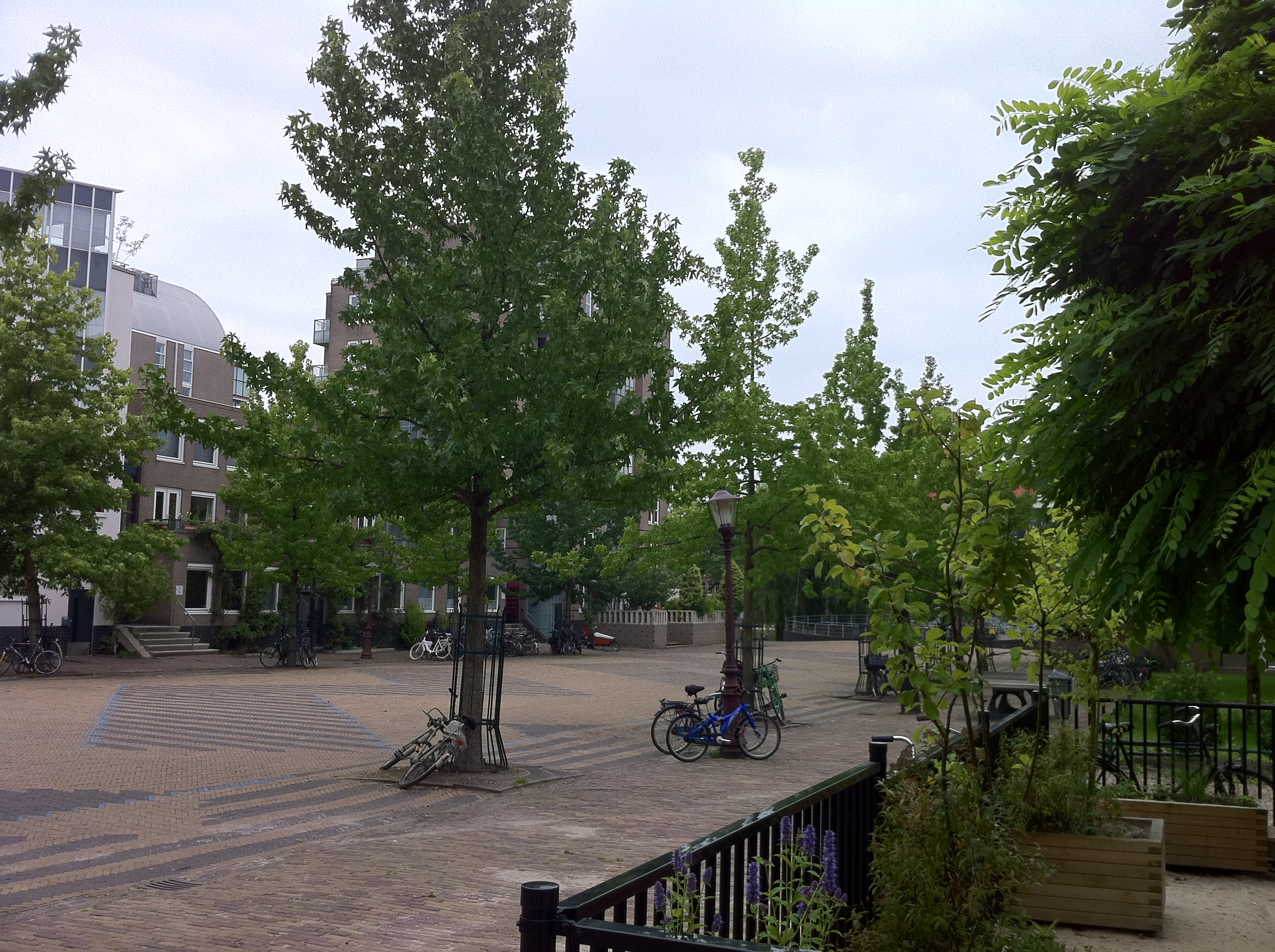
Wilhelmina Blombergplein

Blomberg publiceerde in 1985 een biografie over Louise Went, getiteld 'Aan de bakermat van de Amsterdamse volkshuisvesting, Louise Went (1865-1951)'.

## Eerbetoon
In 1968 werd zij benoemd tot ridder in de Orde van Oranje-Nassau, in 1976 gevolgd door een gouden onderscheidingsteken van de stad Amsterdam. In 1992 werd het Wilhelmina Blombergplein naar haar vernoemd op steenworp afstand van de Louise Wentstraat. De straatnaamcommissie van de gemeente Amsterdam, die de naam had voorgesteld, bleek er niet van op de hoogte dat Mien Blomberg op dat moment nog in leven was. Het besluit was echter al genomen in 1990. Daarmee had Wilhelmina Blomberg de eer om de enige persoon te zijn (buiten leden van het Koninklijk Huis), die ooit bij leven in Amsterdam een plein op haar naam heeft gekregen.